# 구와사키 유야
구와사키 유야(일본어: 鍬先 祐弥, 1998년 5월 15일~)는 일본의 축구 선수이다.

## 구단 경력
그는 2021년 J2리그의 V-파렌 나가사키에 입단했다. 2023년까지 104경기에 출전하여, 3득점을 넣었다. 2024년 J1리그의 비셀 고베로 이적했다. 2024년에 J1리그 우승을 차지했다.